# Magnolia Park
Magnolia Park — американський рок-гурт, з Орландо, штат Флорида, створений у 2019 році.
Музика гурту була класифікована як поп-панк, альтернативний рок, ню-метал.
Гурт підписав контракт з лейблом Epitaph Records.
Гурт випустив п'ять мініальбомів: Vacant (2020), Dream Eater (2021), Heart Eater (2022), MoonEater (2023), SoulEater (2023), а також три альбоми: Halloween Mixtape (2021), Baku's Revenge (2022), Halloween Mixtape II (2023), VAMP (2025).
У 2023 році гурт провів хедлайнерський тур на підтримку альбому Baku's Revenge, Baku's Revenge Tour.
21 жовтня 2023 року гурт Magnolia Park виступив на фестивалі When We Were Young Fest.

## Учасники гурту

### Поточні
- Джошуа Робертс (Joshua Roberts) — головний вокал (2019—теперішній час)
- Трістан Торрес (Tristan Torres) — гітара, бек-вокал (2019—теперішній час)
- Фредді Кріалес (Freddie Criales) — гітара, бек-вокал (2019—теперішній час)
- Джо Хоршем (Joe Horsham) — барабани, перкусія (2020—теперішній час)
- Вінсент Ернст (Vincent Ernst) — клавішні, програмування, бек-вокал (2020—теперішній час)

### Колишні
- Джаред Кей (Jared Kay) — бас-гітара (2020—2023)
- Скотт Елліс (Scott Ellis) — барабани, перкусія (2019—2020)

## Дискографія

### Мініальбоми
- Vacant (2020)
- Dream Eater (2021)
- Heart Eater (2022)
- MoonEater (2023)
- SoulEater (2023)

### Альбоми
- Halloween Mixtape (2021)
- Baku's Revenge (2022)
- Halloween Mixtape II (2023)
- VAMP (2025)

## Концертні тури

### Хедлайнерський тур
- Baku's Revenge Tour (2023)